# José Gutiérrez Guerra
Pour les articles homonymes, voir Gutiérrez et Guerra.
Gutiérrez  Guerra est un nom espagnol. Le premier nom de famille, en général paternel, est Gutiérrez ; le second, en général maternel, souvent omis, est Guerra.
José Manuel Gutiérrez Guerra, dit « le dernier oligarque », né le 5 septembre 1869 à Sucre (Bolivie) et mort le 3 février 1929 à Antofagasta (Chili), est un économiste et homme d'État bolivien qui a été président de son pays entre 1917 et 1920.
Il est le petit-fils de Pedro José Domingo de Guerra, président en 1879, homme très intègre et juge en chef de la Cour suprême, mort en fonction après avoir été contraint d'assumer des responsabilités présidentielles au cours de la désastreuse guerre du Pacifique.